# Хит, Фил
Филлип Джеррод Хит (англ. Phillip Jerrod Heath) — американский профессиональный бодибилдер. Семикратный обладатель титула Мистер Олимпия (2011, 2012, 2013, 2014, 2015, 2016, 2017).

## Биография
Филлип Джеррод Хит родился 18 декабря 1979 года в Сиэтле. В детстве он отличался любовью к игровому спорту, в частности к баскетболу. В 1998 году Фил Хит поступил в университет Денвера, где его приняли в мужскую сборную по баскетболу на позицию шутера (забрасывающего), ввиду его небольшого роста. Хит проявил себя как весьма перспективный и ценный игрок и вскоре стал незаменим в команде.
Играть в  национальной баскетбольной лиге — было мечтой всех парней того района, где жил Фил Хит. И он не хотел упускать свой шанс. Это заставляло его тренироваться с особым рвением и усердием. Хит всегда оставался в зале после тренировки и еще долго бросал мяч в кольцо, оттачивая свой навык и развивал свои мышцы, чтобы хоть как-то компенсировать недостаток в росте. Уже через год команда Фила стала победителем первого студенческого дивизиона и он удостоился именной спортивной стипендии.
С окончанием университета в 2002 году закончилась и карьера Хита как баскетболиста. Однако этот спорт дал ему многое и прежде всего: железное упорство в желании достичь поставленной цели, выносливость и дисциплинированность. Последнее Фил отмечает особо, так как без самоконтроля и умения четко следовать наставлениям тренера невозможно добиться успеха ни в одном виде спорта.
Первое время после выпуска, Фил пытался продолжить играть в баскетбол. Так он пришел в один из спортивных залов Денвера, где вскоре и остался тренироваться, но уже в качестве начинающего культуриста. Такое решение Хит принял не сразу: он критично оценил свои шансы стать профессиональным игроком и понял, что в 23 года с его невысоким ростом ему будет непросто пробиться в какую-либо стоящую команду. Однако к тому времени он уже имел превосходное накачанное тело, которое развили годы тренировок. Фил это понимал и решил вложить все свои силы и средства в бодибилдинг. Он обратился за помощью к специалистам, которые составили для него тренировочную программу и объяснили принципы правильного спортивного питания. Как признался Хит спустя несколько лет, последнее и было самым тяжелым для него: будучи игроком, он ел 3 раза в день понемногу, теперь же приходилось делать это 6, а то и 7 раз.

## Карьера в бодибилдинге
Фил Хит приступил к подготовке к своему первому в жизни турниру по бодибилдингу  — Чемпионат Северного Колорадо 2003. Жизнь научила Хита к любому делу подходить серьезно и бодибилдинг не стал исключением. Фил твердо решил, во что бы то ни стало стать выдающимся культуристом. И первое, что предстояло сделать на этом пути — выиграть турнир в Колорадо. Хит купил себе фотоаппарат и каждую неделю снимал себя с разных ракурсов. Так он мог видеть, какие именно мышцы отстают в развитии, каким нужна дополнительная нагрузка и как он прогрессирует.
Чемпионат Северного Колорадо 2003 года не только принес Филу первую победу в качестве культуриста, но и свел его с восходящей суперзвездой бодибилдинга профессиональным культуристом Джеем Катлером, который был приглашен на турнир с гостевым выступлением. Джей был удивлен успехами новичка и решил после выступления побеседовать с ним лично. Так Фил Хит познакомился со своим будущим другом и наставником.
В следующем году Хит становится Мистером Колорадо, а еще через год выигрывает Джуниор Нэшиналс 2005 и Чемпионат США в тяжелой весовой категории и становится профессионалом.
За три года выступлений Хит не потерпел ни одного поражения. Он дорос до статуса профессионала так быстро, как этого до него не делал никто. Об успехах 25-летнего атлета начинает говорить весь спортивный мир. В мире профессионального бодибилдинга у многих культуристов есть прозвища, полученные за какие-либо заслуги и Филу Хиту было сразу же присвоено таковое — «The Gift» или же «Дар», «Дарование», что ясно говорило об исключительности его тела. 

На Мистер Олимпия 2020 Фил Хит, который не участвовал в соревнованиях по бодибилдингу больше двух лет, занял третье место.

## Антропометрия
- Рост:                175 см
- Соревновательный вес: 114,31 кг
- Вес в межсезонье:   127,01 кг
- Шея:                  47 см
- Бицепс:             58,42  см
- Талия:               73,66 см
- Бедро:               81,28 см
- Грудь:               140 см
- Икры:                50,8 см

## История выступлений
| Год  | Соревнования      | Место |
| ---- | ----------------- | ----- |
| 2005 | Джуниор Нашионалс | 1     |
| 2005 | Чемпионат США     | 1     |
| 2006 | Колорадо Про      | 1     |
| 2006 | Нью-Йорк Про      | 1     |
| 2007 | Арнольд Классик   | 5     |
| 2008 | Айронмен Про      | 1     |
| 2008 | Арнольд Классик   | 2     |
| 2008 | Мистер Олимпия    | 3     |
| 2009 | Мистер Олимпия    | 5     |
| 2010 | Арнольд Классик   | 2     |
| 2010 | Мистер Олимпия    | 2     |
| 2011 | Мистер Олимпия    | 1     |
| 2011 | Шеру Классик      | 1     |
| 2012 | Мистер Олимпия    | 1     |
| 2012 | Шеру Классик      | 1     |
| 2013 | Мистер Олимпия    | 1     |
| 2014 | Мистер Олимпия    | 1     |
| 2015 | Мистер Олимпия    | 1     |
| 2016 | Мистер Олимпия    | 1     |
| 2017 | Мистер Олимпия    | 1     |
| 2018 | Мистер Олимпия    | 2     |
| 2020 | Мистер Олимпия    | 3     |